# Château de la Drouardière
Le château de la Drouardière est un château français situé à Sainte-Marie-du-Bois, dans le département de la Mayenne et la région des Pays de la Loire. 

## Désignation
- La Douardière, château et étang. (Hubert Jaillot).
- La Drouardière, château, village et chapelle (Carte de Cassini).

## Histoire
Le fief était vassal de Lassay par la seigneurie du Horps. On y mentionne au XVIe siècle : « beau manoir et logis, estang, moulin, deux mestairies, fief et seigneurie, hommes et subjets ». — Maison seigneuriale, 1684. 
L'abbé Angot indique à la fin du XIXe siècle « une longue allée, plantée d'arbres verts, relie les deux châteaux alliés de la Grivelière et de la Drouardière. Ce dernier, d'aspect moderne, est gracieusement situé sur un petit mamelon, entre des pelouses et un étang superbes ».

### Sources et bibliographie
- « Château de la Drouardière », dans Alphonse-Victor Angot et Ferdinand Gaugain, Dictionnaire historique, topographique et biographique de la Mayenne, Laval, A. Goupil, 1900-1910 [détail des éditions] (BNF 34106789, présentation en ligne) 
  - Bulletin historique de la Mayenne, t. III, p. 587.
  - Registre paroissial de Lassay, Sainte-Marie-du-Bois, la Baroche-Gondouin.
  - Titres du Château de Gresse.